# Weimarer Schulkompromiss
Der als Weimarer Schulkompromiss bekannte verfassungsrechtliche Tatbestand war ein Ergebnis der Koalitionsverhandlungen zur Bildung der Reichsregierung im Juni 1919 und ist hauptsächlich im Artikel 146 Absatz 2 der am 14. August 1919 verkündeten Weimarer Reichsverfassung verankert. Der Artikel 146 bestimmte folgendes:
- Das öffentliche Schulwesen ist organisch auszugestalten. Auf einer für alle gemeinsamen Grundschule baut sich das mittlere und höhere Schulwesen auf. Für diesen Aufbau ist die Mannigfaltigkeit der Lebensberufe, für die Aufnahme eines Kindes in eine bestimmte Schule sind seine Anlage und Neigung, nicht die wirtschaftliche und gesellschaftliche Stellung oder das Religionsbekenntnis seiner Eltern maßgebend.
- Innerhalb der Gemeinden sind indes auf Antrag von Erziehungsberechtigten Volksschulen ihres Bekenntnisses oder ihrer Weltanschauung einzurichten, soweit hierdurch ein geordneter Schulbetrieb, auch im Sinne des Absatz 1 nicht beeinträchtigt wird. Der Wille der Erziehungsberechtigten ist möglichst zu berücksichtigen. Das Nähere bestimmt die Landesgesetzgebung nach den Grundsätzen eines Reichsgesetzes.
- Für den Zugang Minderbemittelter zu den mittleren und höheren Schulen sind durch Reich, Länder und Gemeinden öffentliche Mittel bereitzustellen, insbesondere Erziehungsbeihilfen für die Eltern von Kindern, die zur Ausbildung auf mittleren und höheren Schulen für geeignet erachtet werden, bis zur Beendigung ihrer Ausbildung.

## Vorgeschichte von November 1918 bis Juni 1919
Mit der Novemberrevolution wurden  auch die kultur- und bildungspolitischen Strukturen des wilhelminischen Kaiserreichs in Frage gestellt. Sozialdemokratische und linksliberale Kräfte in den örtlichen Arbeiter- und Soldatenräten und in den sich neu konstituierenden Länderregierungen drängten auf die rasche Prüfung und Umsetzung reformpädagogischer und weltlicher Erziehungs- und Volksbildungskonzepte, die Chancengleichheit im Schul- und Hochschulbereich herstellen und Klassenschranken beseitigen sollten. Als besonders kritisch wurde der reaktionäre Einfluss der mit den gestürzten Herrscherhäusern eng verbundenen Kirchen auf die Erziehung und Schulbildung der Heranwachsenden gesehen. Unter SPD- und USPD-Führung veranlasste das preußische „Ministerium für Wissenschaft, Kunst und Volksbildung“ im November 1918 u. a., dass die kirchliche Ortsschulaufsicht in Preußen mit sofortiger Wirkung aufgehoben wurde und die Schüler nur noch freiwillig am Religionsunterricht teilnehmen sollten. Die Regierungen der Stadtstaaten Hamburg und Bremen verbannten den Religionsunterricht per Erlass aus den öffentlichen Schulen und planten die Einführung der Einheitsschule. Die Ansätze zur Reform des Schulwesens traten aber schon zum Jahreswechsel und im Januar 1919 hinter die Machtkämpfe und bewaffneten Auseinandersetzungen der maßgebenden Revolutionsparteien SPD, USPD und KPD zurück. Die für den 19. Januar unter SPD-Führung anberaumte Wahl zur Nationalversammlung wurde von der USPD teilweise und von der KPD vollständig boykottiert. Das Wahlergebnis sah entsprechend aus. Es ließ nur Mehrheitskoalitionen aus SPD, DDP und/oder Zentrum zu, was den Spielraum für Veränderungen im Sinne sozialistischer Programmatik stark einschränkte. Am 11. Februar wurde Friedrich Ebert zum Reichspräsidenten gewählt und Philipp Scheidemann mit der Regierungsbildung beauftragt. Die Ernennung der Regierung Scheidemann bildete den Abschluss der eigentlichen Revolutionszeit, wobei die vorrevolutionären Verwaltungsstrukturen  im öffentlichen Schulwesen im Wesentlichen beibehalten worden waren. Die Hoffnungen der Schulreformer konzentrierten sich ab jetzt auf den Verfassungsentwurf, in dem der Themenbereich „Bildung und Schule“ relativ ausführlich behandelt wurde. In den Verfassungsberatungen verfolgte die SPD die Einführung einer achtjährigen, koedukativen, weltlichen Einheitsschule, die DDP wollte die konfessionelle Trennung aufheben und christliche Gemeinschaftsschulen bzw. Simultanschulen zur allgemein verbindlichen Einheitsschule erklären und die Zentrumspartei forderte den Einfluss der Kirchen im unverändert bestehenden Schulwesen zu bewahren. Diese unterschiedlichen schulpolitischen Auffassungen im Verfassungsausschuss überdauerten die Regierung Scheidemann, die im Juni 1919 zurücktrat, weil sich in der Regierungskoalition keine Zustimmungsmehrheit für den Versailler Friedensvertrag ergab.

## Koalitionsverhandlungen und Schulkompromiss im Juli 1919
Nach dem Austritt der DDP aus der Regierung sahen die Vertreter des Zentrums die Chance, die für sie strittigen Schulartikel im Verfassungsentwurf insbesondere im Hinblick auf die konfessionelle Bindung der Schulen in ihrem Sinne zu ändern. Eine Abordnung des Zentrums wurde beim Reichspräsidenten vorstellig und deutete die Bereitschaft an, in ein sozialdemokratisch geführtes Kabinett einzutreten und in der Nationalversammlung dem Versailler Friedensvertrag zuzustimmen, wenn in der Verfassung die Beibehaltung der Konfessionsschulen im bisher geordneten Schulbetrieb festgelegt würde. Der Reichspräsident beauftragte Heinrich Schulz, entsprechende Verhandlungen mit Vertretern des Zentrums und im Verfassungsausschuss zu führen. In zweiter Lesung stimmte die Nationalversammlung mit knapper Mehrheit der Abgeordneten aus SPD und Zentrum den Änderungen der Schulartikel zu und im Gegenzug trat das Zentrum dem Kabinett Bauer bei. „Der Kompromiss stieß erwartungsgemäß in breiten Teilen der Öffentlichkeit auf heftigsten Widerspruch. Der geschäftsführende Ausschuss des Deutschen Lehrervereins drahtete nach Weimar, dass er ‚eine verhängnisvolle Preisgabe staatlicher Hoheitsrechte‘ zur Folge habe und dass es ‚ein Unrecht an der Jugend des Volkes‘ sei, ‚wenn die Volksschule bekenntnismäßig gestaltet wird‘.“ Der „Verband sozialistischer Lehrer und Lehrerinnen“ protestierte ebenso gegen die Aufgabe der weltlichen Schule. Der preußische Lehrerverein drohte mit Ablehnung des Religionsunterrichts, „wenn der Kirche künftighin noch irgendwelche Aufsichts- und Leitungsbefugnisse über die Schule im allgemeinen und den Religionsunterricht im Besonderen zugestanden werden sollten.“ Die Delegierten auf dem gleichzeitig stattfindenden DDP-Parteitag nahmen fast einstimmig folgenden Antrag an:
- „Der neue Schulkompromiss bedeutet die völlige Preisgabe der nationalen Einheitsschule. Er verschachert unsere Jugend an die politischen Parteien, vergiftet damit das Verhältnis zwischen Elternhaus und Schule und vernichtet jede Möglichkeit zum organischen Ausbau der Schule auf freiheitlich nationaler Grundlage. Der Parteitag fordert von der Fraktion, dass sie aus erzieherischen und allgemein politischen Gründen die Durchführung dieser Vereinbarung mit allen verfassungsmäßig zulässigen Mitteln und in der schärfsten Form verhindert.“[4]

Der unerwartet heftige Widerstand der DDP-Fraktion und die unsicheren Mehrheitsverhältnisse in der Nationalversammlung veranlassten die beiden Kompromissparteien vor der dritten Lesung des Verfassungsentwurfs Änderungswünsche der DDP in die Schulartikel aufzunehmen. Heinrich Schulz gelang es auch in dieser erneuten Verhandlungsrunde nicht, sozialdemokratische Positionen im Verfassungstext entschieden zu behaupten. Die DDP sah in dem Passus des Artikels 146, der Erziehungsberechtigten die Wahlfreiheit über die Einrichtung konfessioneller oder weltlicher Schulen zusicherte und in der einleitenden Forderung: „Das öffentliche Schulwesen ist organisch auszugestalten“, ihre Forderungen erfüllt. Außerdem unterlagen die Verhandlungsführer der SPD und der DDP dem großen Irrtum, dass mit dem im Artikel 146 Absatz 2 geforderten Reichsgesetz eine Öffnungsklausel ganz in ihrem Sinne wirken würde. Am 31. Juli 1919 wurde der Verfassungstext in dritter Lesung angenommen.

## Die Kompromissformel: Reichsschulgesetz
Nachdem die Weimarer Reichsverfassung am 14. August verkündet war, blieb das länderspezifische, konfessionelle dreigliedrige Schulwesen laut Verfassung bestehen. Mit Verweis auf den parteipolitischen Kuhhandel der SPD mit der Zentrumspartei wegen des Versailler Friedensvertrags bezeichnete Paul Oestreich, ein Gründungsmitglied des Bundes Entschiedener Schulreformer, den Artikel 146 als ein „inneres Versailles“. Noch hatten die Schulreformer, die die Entwicklung einer weltlichen Einheitsschule auch im Sinne einer Lebens- und Arbeitsschule anstrebten, die Hoffnung, mittels des im Artikel 146 Absatz 2 geforderten Reichsgesetzes das Schulwesen sozialer und demokratischer gestalten zu können. In der Auseinandersetzung der Kirchen mit der preußischen Regierung über die Rücknahme der sie betreffenden Schulerlasse seit November 1918 wurde aber schon im September 1919 deutlich, welche fatale Wirkung der Artikel 174 der verabschiedeten Reichsverfassung in folgendem Wortlaut entfaltete:
- „Bis zum Erlass des in Artikel 146 Absatz 2 vorgesehenen Reichsgesetzes bleibt es bei der bestehenden Rechtslage. Das Gesetz hat Gebiete des Reichs, in denen eine nach Bekenntnissen nicht getrennte Schule gesetzlich besteht, besonders zu berücksichtigen.“

Ein von den Kirchen gefordertes Rechtsgutachten der Reichsregierung erklärte das preußische „Volksschulerhaltungsgesetz“ von 1906 zur „bestehenden Rechtslage“ und zwang die preußische Regierung zur Rücknahme der ab November 1918 eingeführten Schulerlasse, die den Religionsunterricht und die kirchliche Schulaufsicht betrafen.
Obwohl eine Schul- und Hochschulreform längst überfällig war, wurde sie durch andere politische Ereignisse stets aufgehalten, verschoben oder völlig verdrängt. Auf der im Juni 1920 einberufenen Reichsschulkonferenz, zwei Monate nach dem Kapp-Putsch und der Niederschlagung des Ruhraufstandes, erlitten die Schulreformer eine weitere Niederlage. Allerdings blieben die Ergebnisse der Konferenz ohne direkte Umsetzung, da in der Reichstagswahl 1920 die Mehrheit der Weimarer Koalition verloren ging.
Die Kompromissformel „Reichsschulgesetz“ war und blieb bis zum Ende der Weimarer Republik ein leeres Versprechen. 1921, 1925 und 1927 wurden mehr oder weniger reformfeindliche Gesetzentwürfe in den Reichstag eingebracht, fanden dort jedoch keine Mehrheit. „Die gemeinsame kulturpolitische Energie von Sozialdemokraten, Demokraten und Deutschem Lehrerverein war um 1920 schon gebrochen. Was davon übrig blieb und sich um den kulturpolitischen Torso der Republik rankte, waren unter anderem reformpädagogische Theorien, deren unpolitisches Selbstverständnis viel von politischer Resignation in sich hatte.“

## Nachbetrachtung
Nach dem Zweiten Weltkrieg lebte in der Adenauer-Ära das dreigliedrige, konfessionell geprägte Schulwesen der Weimarer Republik wieder auf. Viele schul- und bildungspolitische Auseinandersetzungen in der Bundesrepublik Deutschland können deshalb historisch mit dem „Weimarer Schulkompromiss“ in Verbindung gebracht werden. Die Befürworter des dreigliedrigen Schulsystems und der Deutsche Philologenverband behaupten, der „Weimarer Schulkompromiss“ sei insgesamt ein guter Kompromiss gewesen. Die Befürworter der Gesamtschule und die Gewerkschaft Erziehung und Wissenschaft arbeiten wie die Schulreformer der 1920er Jahre beharrlich weiter daran, die Dreigliedrigkeit des Schulsystems und die bildungspolitische „Kleinstaaterei“ zu überwinden.